# Мехман
Мехма́н (Махман; азерб. Mehman) — озеро в Азербайджане, расположенное в северной части Мильской равнины на территории Агджабединского и Бейлаганского районов.

## Описание
Озеро расположено в двух километрах от правого берега реки Кура. Озеро периодически пересыхает. Лежит на высоте 7 метров ниже уровня моря. Площадь поверхности озера — 12 км² или 15 км². Размеры — 8 на 4 км, по другим данным 1,7 на 1,3 км. Максимальная глубина составляет 1,5 м, при этом на 85 % площади озера глубина составляет 0,5 — 0,7 м.

## Фауна
Во время пересыхания Аггёля в 1943 году, наиболее сильные особи нутрии, обитавшей в озере, обосновались в озере Мехман.
В озере отмечено обитание 34 видов планктона. Имеются популяции щуки, сазана, леща, судака.
В мае-июне 1954 года, экспедиция К. Гамбарова наблюдала смешанную гнездовую колонию, с редкими для Азербайджана белохвостыми пигалицами. Хотя экспедиция не идентефицировала гнёзда птиц, наблюдения позволили высказать предположение о вероятном гнездовании здесь белохвостой пигалицы. В колонии помимо этих птиц были также речные крачки, чёрные крачки, белощёкие крачки, озёрные чайки, луговые тиркушки, ходулочники.